# Adela van Vlaanderen
Adela van Vlaanderen (rond 1064 - Apulië, april 1115) was een dochter van Geertruida van Saksen en haar tweede echtgenoot Robrecht I van Vlaanderen.
In 1080 trad zij in Odense in het huwelijk met koning Knoet IV van Denemarken, de tweede zoon van koning Sven Estridsson. Zij werd de moeder van drie kinderen
- Karel de Goede, de latere graaf van Vlaanderen,
- Ingegerd Knoetsdochter,
- Cæcilia Knoetsdochter

Na de moord op haar echtgenoot in 1086, moest zij naar Vlaanderen vluchten. Op deze vlucht was zij gedwongen haar dochtertjes (een tweeling) in Denemarken achter te laten. Zij zou ze nooit meer zien. Vervolgens verbleef zij tot 1092 aan het hof van haar vader en broer, Robrecht II. In dat jaar vertrok zij naar Apulië, waar Adela in het huwelijk trad met Roger Borsa (1061-1111), hertog van Apulië. In haar tweede huwelijk werd zij moeder van de volgende kinderen:
- Lodewijk (-1094)
- Willem II (1095-1127)
- Guiscard (-1108)

Na de dood van Roger Borsa was zij vanaf 1111 tot diens meerderjarigheid in 1114 regent voor haar zoon Willem II. Kort daarna stierf zij. 

## Voorouders
| Voorouders van Adela van Jeruzalem  | Voorouders van Adela van Jeruzalem                                            | Voorouders van Adela van Jeruzalem                                            | Voorouders van Adela van Jeruzalem                                           | Voorouders van Adela van Jeruzalem                                           | Voorouders van Adela van Jeruzalem                                              | Voorouders van Adela van Jeruzalem                                              | Voorouders van Adela van Jeruzalem                                              | Voorouders van Adela van Jeruzalem                                              |
| ----------------------------------- | ----------------------------------------------------------------------------- | ----------------------------------------------------------------------------- | ---------------------------------------------------------------------------- | ---------------------------------------------------------------------------- | ------------------------------------------------------------------------------- | ------------------------------------------------------------------------------- | ------------------------------------------------------------------------------- | ------------------------------------------------------------------------------- |
| Overgrootouders                     | Boudewijn IV van Vlaanderen (980-1035) ∞ 1012 Otgiva van Luxemburg (986-1030) | Boudewijn IV van Vlaanderen (980-1035) ∞ 1012 Otgiva van Luxemburg (986-1030) | Robert II van Frankrijk (972-1031) ∞ Constance van Arles (986-1034)          | Robert II van Frankrijk (972-1031) ∞ Constance van Arles (986-1034)          | Bernhard I van Saksen (940-1011) ∞ Hildegard van Stade (ca. 965-1011)           | Bernhard I van Saksen (940-1011) ∞ Hildegard van Stade (ca. 965-1011)           | Hendrik van Schweinfurt (950-1117) ∞ Gerberga van Gleiberg (ca. 970-1036)       | Hendrik van Schweinfurt (950-1117) ∞ Gerberga van Gleiberg (ca. 970-1036)       |
| Grootouders                         | Boudewijn V van Vlaanderen (1013-1067) ∞ 1028 Adela van Mesen (1016-1065)     | Boudewijn V van Vlaanderen (1013-1067) ∞ 1028 Adela van Mesen (1016-1065)     | Boudewijn V van Vlaanderen (1013-1067) ∞ 1028 Adela van Mesen (1016-1065)    | Boudewijn V van Vlaanderen (1013-1067) ∞ 1028 Adela van Mesen (1016-1065)    | Bernhard II van Saksen (ca. 990-1059) ∞ 1020 Eilika van Schweinfurt (1005-1059) | Bernhard II van Saksen (ca. 990-1059) ∞ 1020 Eilika van Schweinfurt (1005-1059) | Bernhard II van Saksen (ca. 990-1059) ∞ 1020 Eilika van Schweinfurt (1005-1059) | Bernhard II van Saksen (ca. 990-1059) ∞ 1020 Eilika van Schweinfurt (1005-1059) |
| Ouders                              | Robrecht I de Fries (ca. 1029-1093) ∞ 1063 Geertruida van Saksen (1033-1113)  | Robrecht I de Fries (ca. 1029-1093) ∞ 1063 Geertruida van Saksen (1033-1113)  | Robrecht I de Fries (ca. 1029-1093) ∞ 1063 Geertruida van Saksen (1033-1113) | Robrecht I de Fries (ca. 1029-1093) ∞ 1063 Geertruida van Saksen (1033-1113) | Robrecht I de Fries (ca. 1029-1093) ∞ 1063 Geertruida van Saksen (1033-1113)    | Robrecht I de Fries (ca. 1029-1093) ∞ 1063 Geertruida van Saksen (1033-1113)    | Robrecht I de Fries (ca. 1029-1093) ∞ 1063 Geertruida van Saksen (1033-1113)    | Robrecht I de Fries (ca. 1029-1093) ∞ 1063 Geertruida van Saksen (1033-1113)    |
| Adela van Jeruzalem (ca. 1064-1115) |                                                                               |                                                                               |                                                                              |                                                                              |                                                                                 |                                                                                 |                                                                                 |                                                                                 |